# 新伍のギャップが素敵
『新伍のギャップが素敵』（しんごのギャップがすてき）は、1989年8月8日から1990年3月20日までテレビ東京系列局で放送されていたテレビ東京製作のクイズ番組である。放送時間は毎週火曜 20:00 - 20:54 （日本標準時）。

## 概要
前番組『新伍のTVでライバル』から引き続き山城新伍が司会を務めていた番組で、「差」（ギャップ）をテーマにしたクイズを出題。解答者は「オールドチーム」と「若者チーム」に分かれて競っていた。問題はルーレットを回して決めていた。
番組後半に行われていたのは「ギャップカップル5vs5」で、男女5人がカップルになることを目指していた。カップル成立後には、女性が選んだ男性と一緒に海外旅行へ行くか行かないかを判定した。